# 法蘭克·卡方
法蘭克·安格·卡方（法語：Franck Ange Khalfoun，1968年3月9日—），法國男導演、製片人、編劇和演員。卡方時常拍攝恐怖片和驚悚片，較知名的作品為2007年的《停車場夜驚魂》和2010年的《剝頭煞星》。

## 作品列表
- 1992：《黑色驚爆線（英语：Day of Atonement (film)）》-演員（Maurice的保鑣）
- 1994：-演員（卡車司機；電視電影）
- 2003：《顫慄（英语：High Tension）》-演員（Jimmy）
- 2003：《Snowboarder》-演員（X）
- 2007：《停車場夜驚魂》-導演，編劇，演員（新聞記者）
- 2009：《窮途末路（英语：Wrong Turn at Tahoe）》-導演（錄影帶首映）
- 2010：《食人魚3D》-演員（Deputy Green）
- 2012：《剝頭煞星（英语：Maniac (2012 film)）》-導演[1]
- 2015：《我-活過（英语：i-Lived）》-導演，監製，編劇，演員（Detective McQuee；聲演）
- 2017：《陰宅2》-導演，編劇[2]
- 2019：《惡靈20（英语：Prey (2019 American film)）》-導演，編劇
- 2023：《狩獵之夜》（Night of the Hunted）-導演，編劇

## 外部連結
- 法蘭克·卡方在互联网电影资料库（IMDb）上的資料（英文）